# Alexandre Cioranescu
 (novembre 2024).
Si vous disposez d'ouvrages ou d'articles de référence ou si vous connaissez des sites web de qualité traitant du thème abordé ici, merci de compléter l'article en donnant les références utiles à sa vérifiabilité et en les liant à la section « Notes et références ».
Alexandre Cioranescu ((ro) Alexandru Ciorănescu, (es) Alejandro Cioranescu) (né le 15 novembre 1911 à Moroeni et mort le 25 novembre 1999 à Santa Cruz de Tenerife ést un auteur roumain, comparatiste, diplomate, directeur littéraire, dramaturge, encyclopédiste, essayiste, linguiste, étymologiste, historien, poète et prosateur qui a vécu en exil entre 1946 et 1999. Ses frères et sœur sont le mathématicien Nicolae Ciorănescu, le poète Ioan Ciorănescu, l'écrivain et journaliste George Ciorănescu et la chimiste Ecaterina Ciorănescu-Nenițescu. Leur père, Ion Ciorănescu, né Ion Cioranu, était enseignant et directeur de l'école primaire de sa commune natale, auteur de manuels scolaires largement utilisés à l'époque et promoteur de l'éducation spéciale pour les écoles de sourds-muets en Roumanie. En fait, Alexandru Ciorănescu, Alexandre Cioranescu et Alejandro Cioranescu sont les trois noms sous lesquels le même Alexandru Ciorănescu est bien connu en Roumanie, en France et en Espagne, et a signé divers ouvrages au fil des ans. Dans la ville de Santa Cruz de Tenerife, une rue porte le nom d'Alejandro Cioranescu en hommage et en reconnaissance à l'un des plus importants historiens et géographes des îles Canaries. Il n'est retourné en Roumanie qu'en 1991.

## Activité professionnelle
Alexandre Cioranescu est diplômé du lycée Spiru Haret de Bucarest en 1930. Il est diplômé en philologie roumaine et française de la faculté de lettres et de philosophie de l'université de Bucarest en 1933, où il a étudié avec Nicolae Cartojan, Ovid Densușianu, Charles Drouhet, Ramiro Ortiz et Nicolae Iorga. La même année, il est diplômé de l'École supérieure d'archives et de paléographie des Archives d'État. Entre 1934 et 1938, il prépare sa thèse de doctorat en tant qu'étudiant à l'École roumaine de France à Fontenay-aux-Roses, après avoir sollicité sans succès une bourse à l'École roumaine de Rome. Il suit les cours de littérature comparée de Ferdinand Baldensperger à la Faculté des Lettres et à l'École Normale Supérieure de Paris, avec pour professeurs les comparatistes Paul Van Tieghem et Paul Hazard. Il est docteur en lettres de la Sorbonne (doctorat d'État, 1939) avec une thèse intitulée L'Arioste en France. Maître de conférences en langue et littérature roumaines à l'université de Lyon (1938-1940) et conseiller culturel (puis seulement attaché) à la légation de Roumanie à Paris (1940). De retour au pays, il est brièvement secrétaire de l'Institut d'histoire universelle de Bucarest (jusqu'à la mort de Nicolae Iorga). Il est nommé directeur littéraire de la Maison d'édition contemporaine (1942-1945). Pendant la même période, il est secrétaire général de lAssociation roumaine pour l'étude de la Renaissance et de lAssociation culturelle hispano-romaine. Il est inspecteur général des arts, fonctionnaire au département de l'information du ministère de la propagande, membre de la commission des programmes de la société de radiodiffusion roumaine (1943-1946) et directeur du théâtre municipal de Bucarest (1944-1945). Il est nommé conférencier roumain à Grenoble, mais ne peut quitter le pays car les autorités militaires allemandes refusent de lui accorder un visa de transit. Après l'armistice d'août 1944, il dirige pendant quelques mois la revue Universul literar (1944-1945). Soutenu par quelque 300 collaborateurs et le journal Universul, il entreprend les travaux préparatoires à la publication de lEncyclopédie Universul (1942-1945), qui doit paraître en 24 volumes, dont seul le résumé de l'article sous A a été publié. Il revient à Paris comme conseiller culturel de la légation roumaine (début 1946) et est révoqué en 1947. Il décide de ne pas retourner dans son pays.

### En exil, 1946-1999
Il devient secrétaire de rédaction à la revue Le Livre à Paris (1947 - 1948) et chercheur au Centre national de la recherche scientifique (1948). De décembre 1948 à 1979, il est invité à enseigner la langue et la littérature françaises à l'université de La Laguna (Tenerife, îles Canaries), où il donne également des cours de littérature italienne et portugaise, de roumain et de littérature comparée. En 1958, il demande et obtient la nationalité française. En 1964 et 1971, les autorités de Bucarest autorisent ses deux derniers enfants à s'installer en France. En 1965, l'université de Bordeaux le nomme maître de conférences en littérature comparée « en congé de mission » à La Laguna et, en 1978, il est nommé professeur titulaire dans la même spécialité. Aux îles Canaries, Alexandre Cioranescu est depuis 1957 membre de l'Institut d'études canariennes, où il dirige la section de bibliographie (1957-1960, 1962-1970) et la section d'histoire (1974-1982).

## Affiliations, activités de publication, prix et distinctions
Il a coordonné, en tant que directeur, les collections suivantes :
- « Clásicos Romero » (1968-1972), éditions de classiques espagnols,
- « Flor de Romero » (1968-1972), ouvrages de littérature universelle,
- « Enciclopedia Canaria », monographies sur des sujets espagnols, etc.
- Membre fondateur de la Fondation culturelle roumaine de Madrid (1988)
- Docteur honoris causa de l'université de La Laguna[3].

## Œuvre
Alexandre Cioranescu débute en 1926 dans la revue Vlăstarul, la revue du lycée Spiru Haret de Bucarest, fondée par son frère, le poète Ion Ciorănescu. En 1930, à la demande de George Călinescu, il publie divers articles sur la littérature comparée dans la revue Capricorn. Soutenu par Nicolae Iorga et l'un de ses frères, qui le soutiennent matériellement, il se rend à Venise en 1933 pour y étudier et fait ses débuts dans l'édition en tant qu'historien en 1934 avec un recueil de documents sur le règne de Mihail Radu (Mihnea III). En exil, Alexandre Cioranescu a souvent étonné ses compatriotes par la multitude et la diversité des sujets qu'il abordait. Le volume d'hommage publié en 1991 par la Fondation culturelle roumaine de Madrid a consacré 10 sections à l'œuvre d'Alexandre Cioranescu (philologie, littérature roumaine, littérature française, littérature italienne, littérature espagnole, littérature comparée, littérature générale, histoire roumaine, îles Canaries, Christophe Colomb et l'Amérique) et un appendice recensant les œuvres littéraires. Dans beaucoup de ces domaines, Alexandre Cioranescu a écrit des ouvrages de référence, ce qui a conduit ses commentateurs à le placer dans la famille des esprits encyclopédistes de la culture roumaine (Dimitrie Cantemir, Bogdan Petriceicu Hașdeu, Nicolae Iorga et Mircea Eliade). En tant que linguiste ayant compilé le seul dictionnaire étymologique complet de la langue roumaine (Diccionario etimmológico rumano), Alexandre Cioranescu est considéré par l'hispaniste Dumitru Copceag comme « un Corominas rumano : la mayor autoridad en materia de etimología ». Ses principales qualités dans ce domaine seraient son sens du langage, son intuition et sa relation affective avec les phénomènes examinés, et la famille linguistique à laquelle il appartient serait celle du courant idéaliste, représenté par Wilhelm von Humboldt, Benedetto Croce ou Karl Vossler, des philologues pour qui le langage est la forme d'expression la plus directe de l'esprit humain.

## Œuvres sous pseudonyme
Sous le pseudonyme de Mihai Tăcutu, inscrit sur les couvertures de deux planches de vers - Atlantic (1950) et Biografie pentru rândunele (1952), « recueillies et imprimées par l'auteur », uniquement « pour les amis libres », dans des tirages confidentiels qui n'ont pas dépassé 48 exemplaires de chaque titre « se trouve la création lyrique d'Alexandre Cioranescu en exil [...] ». Dans Caietele de miezul nopții (« Carnets de minuit »), Alexandru Busuioioceanu mentionne le volume de vers en espagnol Vision desperada (Madrid, 1953), de José Domingo. Sous le pseudonyme d'Alexandre Treize, Alexandre Cioranescu a publié le roman Le Couteau vert

## Traducteur
Il a traduit La Divine Comédie de Dante Alighieri en français (Lausanne, 1964/1968) et il est le traducteur et l'éditeur de Christophe Colomb en France (Œuvres de Christophe Colomb, Paris, 1961).

## Accueil au pays
Alexandre Cioranescu est l'un des rares écrivains roumains en exil qui, depuis 1967, date à laquelle les linguistes ont révisé son Dictionnaire étymologique roumain, a bénéficié d'une réception objective et relativement constante dans son pays. En 1980, son volume Barocul sau descoperirea dramei (« Le baroque ou la découverte du drame ») a été publié à Cluj, en traduction roumaine. Après 1989, il a publié en Roumanie le roman Quel Daniel ? (1995). Un premier volume de mémoires, intitulé Amintiri fără memorie, 1911-1934 (« Des souvenirs sans mémoire (1911-1934 ») est paru en 1995. Un cahier manuscrit contenant 12 histoires en français, intitulé Guignol triste et daté de 1974, a été traduit en roumain et édité par Simona Cioculescu (Paiața tristă, 2002). La correspondance entre Alexandre Cioranescu et George Ciorănescu (environ 600 lettres de 1946 à 1992) est conservée par Galatea Ciorănescu, l'épouse de George Ciorănescu. Sa maison natale à Moroeni a été donnée au musée de la littérature roumaine.

## Œuvres
(novembre 2024).

### Œuvres publiées en Roumanie
- (ro) Alexandru Ciorănescu, Documente privitoare la domnia lui Mihail Radu [« Documents concernant le règne de Mihail Radu »], Bukarest, 1934.
- (ro) Alexandru Ciorănescu, Domnia lui Mihnea III (Mihail Radu) [« Le règne de Mihnea III (Mihail Radu) »], Bukarest, 1935.
- (ro) Alexandru Ciorănescu, Alexandru Depărățeanu, Bucarest, 1936.
- (ro) Alexandru Ciorănescu, Documente privitoare la istoria românilor culese din arhivele din Simancaș [« Documents sur l'histoire des Roumains recueillis dans les archives de Simancaș »], Bucarest, 1940.
- (fr) Alexandru Ciorănescu, La Roumanie. Vues générales, Bukarest, 1942. (trad. allemande : (de) Rumänien. Eine Übersicht, Bukarest, Dacia, 1943).
- (ro) Alexandru Ciorănescu, Teatrul românesc în versuri și isvoarele lui [« Le théâtre roumain en vers et ses sources »], Bucarest, 1943.
- (fr) Alexandru Ciorănescu, La Roumanie vue par les étrangers, Bucarest, 1944.
- (ro) Alexandru Ciorănescu, Literatură comparată, studii și schițe [« Littérature comparée, études et esquisses »], Bucarest, 1945.

### Œuvres publiées en exil
- (ro) Alexandru Ciorănescu, Don Carlos de Viana, dramă in patru acte [« Don Carlos de Viana, drame en quatre actes »], Paris, 1954.
- (es) Alejandro Cioranescu, Estudios de literatura española y comparada [« Études de littérature espagnole et comparée »], La Laguna, 1954.
- (es) Alejandro Cioranescu, El Barroco o el descubrimiento del drama [« Le baroque ou la découverte du drame »], La Laguna, 1957. (traduction en roumain, Cluj, 1980).
- (es) Alejandro Cioranescu, Bartolomé Cairasco de Figueroa. Su vida, su familia, su amigos [« Bartolomé Cairasco de Figueroa. Sa vie, sa famille, ses amis »], Madrid, 1957.
- (ro) Alexandru Ciorănescu, Diccionario etimológico rumano (7 fasciculos) [« Dictionnaire étymologique roumain (7 fascicules) »], Tenerife, Universidad de la Laguna, 1958-1966 (ediția a doua București [« deuxième édition Bucarest »], 2001, édité de Tudora Șandru Mehedinți, Magdalena Popescu Marin, préface d’Alexandre Cioranescu).
- (fr) Alexandre Cioranescu, Bibliographie de la littérature française du XVIe siècle, Paris, 1959
- (es) Alejandro Cioranescu, Colón y Canarias [« Colomb et les îles Canaries »], La Laguna, 1959, (ediția a doua Santa Cruz, 1979)
- (es) Alejandro Cioranescu, La primera biografia de Cristóbal Colón [« La première biographie de Christophe Colomb »], Santa Cruz, 1960.
- (fr) Alexandre Cioranescu, L'Arioste en France, des origines à la fin du XVIIIe siècle, 2 volumes, Paris, 1938, respectiv ediția a doua, Torino, 1963.
- (fr) Alexandre Cioranescu, Le Couteau vert, Gallimard, Paris, 1963 (traduit en roumain par Ileana Cantuniari et Mihai Cantuniari, Bucarest, Montreal, 1993).
- (es) Alejandro Cioranescu, Thomas Nichols, mercader de azúcar, hispanista y hereje [« Thomas Nichols, marchand de sucre, hispaniste et hérétique »], La Laguna, 1963.
- (fr) Dante Alighieri: La Divine Comédie. Traduction, introduction et commentaire par Alexandre Cioranescu, Berne, Éditions Elsa, 2024, [lire en ligne (page consultée le 26 novembre 2024)].
- (es) Alejandro Cioranescu, Principios de literatura comparada [« Principes de littérature comparée »], La Laguna, 1964 (traduction en roumain par Tudora Șandru Mehedinți, București, 1997).
- (es) Alejandro Cioranescu, Augustín de Betancourt, su obra técnica y ciéntifica [« Augustín de Betancourt, son œuvre technique et scientifique »], La Laguna, 1965.
- (es) Alejandro Cioranescu, La Laguna. Guía histórica y monumental [« La Laguna. Guide historique et monumental »], La Laguna, 1965.
- (fr) Alexandre Cioranescu, Bibliographie de la littérature française du XVIIe siècle, 3 volumes, Paris, 1966 - 1967 (deuxième édition 1970).
- (es) Alejandro Cioranescu, Colón humanista. Estudios de humanismo atlántico [« Colomb l'humaniste. Études sur l'humanisme atlantique »], Madrid, 1967.
- (fr) Alexandre Cioranescu, Bibliographie de la littérature française du XVIIIe siècle, 3 volumes, Paris, 1969.
- (fr) Alexandre Cioranescu, L'Avenir du passé. Utopie et littérature, Paris, 1972 (traduction en roumain par Ileana Cantuniari, Bucarest, 1996).
- (fr) Alexandre Cioranescu, Vasile Alecsandri, monografie de Alexandru Ciorănescu, Twayne's World Authors Series, New York, 1973.
- (es) Alejandro Cioranescu, Bibliografia franco-española 1600-1715, Madrid, 1977.
- (es) Alejandro Cioranescu, Historia de Santa Cruz de Tenerife [« Histoire de Santa Cruz de Tenerife »], 2 volumes, Santa Cruz, 1977 et 1978.
- (fr) Alejandro Cioranescu, Ion Barbu, monografie de Alexandru Ciorănescu, Twayne's World Authors Series, New York, 1981 (traduction en roumain, Bucarest, 1996).
- (fr) Alexandre Cioranescu, Le Masque et le Visage. Du baroque espagnol au classicisme française, Genève, 1982.
- (es) Alejandro Cioranescu, Historia del Cabildo Insular de Tenerife [« Histoire du Cabildo Insular de Tenerife »], Santa Cruz de Tenerife, 1988.

### Œuvres publiées après 1989
- (ro) Alexandru Ciorănescu, Care Daniel?, roman, Bucarest, 1995.
- (ro) Alexandru Ciorănescu, Amintiri fără memorie I, 1911-1934  [« Mémoires sans mémoire I, 1911-1934 »], Bucarest, 1995.
- (ro) Alexandru Ciorănescu, Eminescu sub fiorul timpului  [« Eminescu sous l'emprise du temps »], avec un préface de Nicolae Florescu, Bucarest, 2000.
- (ro) Alexandru Ciorănescu, Dicționar etimologic român  [« Dictionnaire étymologique roumain »], deuxième édition du Diccionario etimológico rumano (7 fascicules), La Laguna, 1958 - 1966, édité par Tudora Șandru Mehedinți, Magdalena Popescu Marin, avec une préface d’Alexandre Cioranescu, Bucarest, 2001.
- (ro) Alexandru Ciorănescu, Paiața tristă, povestiri [« Le triste canard, nouvelles »], traduction roumaine et préface de Simona Cioculescu, Bucarest, 2002.

### Livres sur Alexandre Cioranescu
- (es) Lilica Voicu-Brey, Alejandro Cioranescu: Biografía intelectual de un comparatista [« Alexandre Cioranescu : Biographie intellectuelle d'un comparatiste »], La Laguna-Tenerife, 2006, 551 pp.
- (ro) Florin Manolescu, Enciclopedia exilului literar românesc [« Encyclopédie de l'exil littéraire roumain »], Bucarest, 2003.
- (fr) Aurelio Rauta (Aurel Răuță) (éditeur), Alexandru Cioranescu, L'Homme et l'oeuvre, Fundación Cultural Rumana, Madrid, 1991.
- (ro) Mihai Gabriel Popescu, Ștefan Ion Ghilimescu, Dinastia de cărturari a Ciorăneștilor [« La dynastie des savants coranistes »], Târgoviște, 2000.
- (ro) Crisula Ștefănescu, Între admirație și iubire. De vorbă cu Alexandru Ciorănescu [« Entre admiration et amour. Entretien avec Alexandre Cioranescu »], București, 2000.
- (ro) Marin Bucur, Istoriografia literară românească [« L'historiographie littéraire roumaine »], Bucarest, 1973, p. 427-431 (avec une bibliographie).
- (ro) Ștefan Ion Ghilimescu, România exilată.George & Alexandru Ciorănescu [« La Roumanie en exil.George & Alexandru Ciorănescu »], Ed. Paralela 45, 2008 ; 312 pp.

### Articles à propos de Alexandre Cioranescu
- (ro) Anca Andrei-Fanea, Fișă bio-bibliografică [« Bio-bibliographie »], Jurnalul literar, numărul 21-24, noiembrie-decembrie, 1999, p. 29.
- (ro) L. M. Arcade (Leonid Mămăligă), Le Couteau Vert, Ființa românească, numărul 2, 1964, pp. 110-111.
- (ro) Mircea Popescu, Alexandru Ciorănescu, traducător francez al lui Dante [« Alexandre Cioranescu, traducteur français de Dante »], Revista Scriitorilor Români, numărul 4, 1965, pp. 157-158.
- (ro) Mihai Gabriel Popescu, O familie de intelectuali dâmbovițeni, Ciorănescu [« une famille d'intellectuels de Dâmbovțț, Ciorănescu »], Scripta Valachica, Târgoviște, 1972, pp. 353-359.
- (ro) Gheorghe Dănescu, Alexandru Ciorănescu și ispitele utopiei [« Alexandre Cioranescu et les tentations de l'utopie »], Ethos, Caiet I, 1973, pp. 243-244.
- (ro) Gheoghe Bulgăr, O monografie Alecsandri la New York [« Une monographie d'Alecsandri à New York »], Tribuna României, nr. 46, 1 octombrie 1974, p. 12.
- (ro) Mircea Anghelescu, Alexandru Ciorănescu. Vasile Alecsandri, Revista de istorie și teorie literară, nr. 4, 1974, pp. 577–578.
- (ro) Mircea Popescu, Utopia sau Viitorul trecutului [« L'utopie ou l'avenir du passé »], Revista Scriitorilor Români, numărul 13, 1975, pp. 183-185.
- (ro) Mircea Anghelescu, Ion Barbu, România literară, numărul 15, 8 aprilie 1982, p. 19.
- (ro) Ovidiu Vuia, Barocul sau descoperirea dramei de Alexandru Ciorănescu [« Le baroque ou la découverte du théâtre par Alexandre Cioranescu »], Editura Dacia, Cluj-Napoca, 1980, Revista literară Carpații, numărul 34 - 35, 1982, pp. 21-23.
- (ro) Mihai Niculescu, «Ion Barbu», de Alexandru Ciorănescu, Revista Scriitorilor Români, numărul 19, 1982, pp. 174–176.
- (ro) Basarab Nicolescu, O importantă contribuție la critica barbiană: «Ion Barbu» de Alexandru Ciorănescu [« Une contribution importante à la critique barbare : « Ion Barbu » d'Alexandre Cioranescu »], Revista literară Limite, numerele 38 - 39, februarie 1983, pp. 13-14.
- (ro) Aurel Răuță, Românii de seamă. Alexandru Cioranescu [« Le Roumain à l'honneur. Alexandre Cioranescu »], Cuvântul românesc, numărul 93, ianuarie 1984, pp. 12-13.
- (ro) Mircea Anghelescu, Alexandru Ciorănescu, Revista de istorie și teorie literară, ianuarie - iunie, 1988, pp. 278-279.
- (ro) Mircea Anghelescu, Un exilat care n-a plecat niciodată [« Un exilé qui n'est jamais parti »], România literară, numărul 20, 1990.
- (ro) Ion Negoițescu, Alexandru Ciorănescu, Revista literară Contrapunct, numărul 52, 28 decembrie 1990, p. 8.
- (ro) Mircea Anghelescu, Aniversare, Cotidianul, Supliment cultural L.A. & I., numărul 28, 18 noiembrie 1991, p. 2.
- (fr) Cicerone Poghirc, Alexandru Cioranescu, l'Homme et l'oeuvre (volum omagial) [« Alexandre Cioranescu, l'Homme et l'œuvre (volume d'hommage) »], Lupta, numărul 165, 7 iulie 1991, p. 6.
- (fr) Zoe Dumitrescu-Bușulenga, Hommage au professeur Alexandre Cioranescu, Revista Synthesis, 1991, pp. 3-4.
- (fr) Adrian Marino, Le Masque et le visage, Revista Synthesis, 1991, pp. 5-7.
- (fr) Dan Grigorescu, De Bucarest à Tenerife, via Paris. Le trajet d'un comparatiste de marque : Alexandru Ciorănescu, Euresis. Cahiers roumains d'études littéraires, numărul 1-2, 1993, pp. 131-133.
- (ro) Andreea Deciu, Refugiul unui scriitor, (à propos du roman « Le Couteau vert » dont l'original a été écrit par Alexandre Cioranescu en français), România literară, numărul 3, 26 ianuarie - 1 februarie 1994, p. 6.
- (ro) Tudora Șandru Mehedinți, Alexandru Ciorănescu, România literară, numărul 49, 8 decembrie - 14 decembrie 1999, p. 14.
- (ro) Pavel Chihaia, Ultimul dialog cu Alexandru Ciorănescu [« Dernier dialogue avec Alexandre Cioranescu »], Luceafărul, numărul 29, 25 iulie 2001, p. 13.